# Tinció de PAS

àcid periòdic

Tinció de PAS. Imatge histopatològica d'una glomeruloesclerosi diabètica al ronyó

La reacció de PAS (àcid periòdic – reactiu de Schiff, en anglès: periodic acid–Schiff) és una tinció emprada en la contrastació de preparacions microscòpiques. Fou desenvolupada per Hotchkiss i McManus a finals de la dècada de 1940.
La tinció de PAS es caracteritza per tenyir els carbohidrats i macromolècules riques en carbohidrats. Aquesta tècnica de coloració histològica s'usa per a detectar glicogen a les cèl·lules, mucositats i mucílags en diferents tipus cel·lulars i tissulars (p.ex.: pell, paratiroides, múscul esquelètic i cardíac o glàndules suprarenals), la membrana bassal subjacent als epitelis i les fibres reticulars del teixit conjuntiu. També és útil per caracteritzar alguns tipus de neoplàsies, fongs i/o glicogenosi. Amb petites modificacions, permet avaluar el contingut en polisacàrids dels limfòcits existents a sang perifèrica.
Fins que l'ús dels mètodes immunohistoquímics i d'anàlisi biomolecular es va generalitzar, la tinció era emprada en el diagnòstic i prognosi de determinades leucèmies, com ara la leucèmia limfoblàstica aguda o certs subtipus de leucèmia granulocítica, ja que els limfoblasts de la LLA i els eritroblasts tenen un patró PAS-positiu característic.
Tenyeix els grànuls intrahepatocitàris propis de determinades malalties del fetge (hepatitis per dèficit d'alfa-1-antitripsina, hepatitis autoimmunitària o hepatopatia alcohòlica). Si és emprada per tenyir fongs (com l'Histoplasma capsulatum o el fong dimòrfic Sporothrix schenckii, que causa l'esporotricosi), cal fer una comparació amb un control positiu conegut. És un bon mètode per diagnosticar onicomicosis en Dermatopatologia, a més d'altres patologies cutànies com triquilemomes, hidradenomes, poromes ecrins o cilindromes (un tumor particular de les glàndules sudorípares ecrines). És una tinció que pot substituir a la immunofluorescència directa en l'estudi de malalties autoimmunitàries de la pell, pel fet que la majoria d'autoanticossos són glicoproteïnes.
De vegades, amb aquesta tinció és difícil diferenciar certs fongs dels components de les estructures tissulars que els envolten (en especial dels grànuls interiors de les cèl·lules reticuloendotelials, de la mucina del tracte respiratori o dels glicolípids neuronals). Una opció per millorar el nivell de contrast en les preparacions histològiques és substituir l'àcid periòdic per l'àcid cròmic, ja que la paret de molts fongs és rica en grups 1,2-glicol, els quals així es tenyeixen amb més intensitat que la major part dels components del tall de teixit observat. Alguns autors anomenen aquest mètode tinció de CAS (chromic acid-Schiff). Una altra opció per identificar amb claredat els 1,2-glicols és utilitzar la modificació llarga de Lillie.
Durant molts anys, fou la tinció d'elecció més econòmica per identificar les infeccions genitals per Chlamydia trachomatis en grans sèries de mostres clíniques.
Quan la tinció s'utilitza de forma prèvia en el context d'una tècnica histoquímica per quantificar el glicogen muscular, provoca una degradació de dit polisacàrid que altera greument els resultats; per això, no és un mètode recomanable a l'hora de realitzar aquest tipus d'estudis i és convenient emprar altres procediments millorats. Una particularitat que cal tenir molt en compte a l'hora d'interpretar els resultats d'aquesta tinció és el fet que tenyeix intensament els grànuls de midó. Això pot provocar equívocs importants, ja que el midó de blat de moro forma part de molts guants d'examen o quirúrgics (o del seu lubricant) i pot contaminar fàcilment qualsevol mostra o peça operatòria, creant falsos "microorganismes".
La reacció química es produeix quan l'àcid periòdic trenca la unió dels anells de les hexoses i de les hexosamines amb els seus carbonis adjacents, i després en forma grups aldehid. El reactiu de Schiff el que fa és donar un color porpra quan reacciona amb els grups aldehid. Aquest reactiu s'obté a partir de la fucsina bàsica, tractada amb àcid sulfurós o àcid clorhídric i disulfit de sodi o disulfit de potassi.
Aquesta tinció és una alternativa a les tècniques d'impregnació argèntica basades en la plata metenamina. Combinada amb la tinció de Wright-Giemsa fa més fàcil identificar microscòpicament les diferències entre determinats patògens amb morfologia i manifestacions clíniques similars. S'ha desenvolupat una versió optimitzada per estudiar diferents tipus de mostres en microplaques d'assaig colorimètric, especialment útil en la quantificació de mucines. Es pot combinar la tinció de PAS i la de blau alcià per tenyir amb matisos les mucines neutres i les àcides. Per diagnòstics d'especial complexitat, com ara la tipificació de neoplàsies pulmonars d'origen desconegut, es pot afegir a la PAS/blau alcià una doble tinció immunohistoquímica anti-TTF-1 (factor de transcripció tiroidal-1) i anti-napsina A, aconseguint avaluar així simultàniament quatre característiques histològiques en un mateix tall de teixit.
Una variant, la tinció de PAS-diastasa (PAS-D), és utilitzada en anatomia patològica per diferenciar el glicogen de la mucina. Té especial interès en l'estudi de biòpsies hepàtiques derivades de malalties molt concretes (carcinoma anficrí, sarcoma embrionari hepàtic, hepatitis neotatal o per dèficit d'alfa-1-antitripsina), en la diferenciació histopatològica de determinades neoplàsies del teixit epitelial glandular biopsiades amb PAAF, en la determinació de certes característiques del mesotelioma maligne o per identificar la metaplàsia en els adenomes duodenals. En el cas dels malalts per dèficit d'alfa-1-antitripsina, els depòsits de glicogen es veuen com glòbuls brillants de color magenta en els hepatòcits de localització predominantment periportal, i són més grans i més nombrosos en la forma homozigòtica de la malaltia. S'ha utilitzat eficaçment per diagnosticar lipofuscinosis ceroides neurals (una malaltia genètica neurodegenerativa que afecta a nens i adults joves) en biòpsies cutànies de malalts afectes, ja que tenyeix les característiques inclusions intracitoplasmàtiques en els ductes de les glàndules exocrines de la pell. També ajuda a distingir entre la proliferació de cèl·lules de Sertoli en testicles criptorquídics i altres processos hiperplàsics de naturalesa tumoral. Determinats seminomes poden ser PAS negatius i PAS-D positius. Alguns autors consideren la PAS-diastasa un mètode útil per diagnosticar la diabetis, tenyint amb ella citologies exfoliatives de la mucosa oral. Cal tenir en compte que el procés de digestió amb diastasa requereix una dissolució amortidora fosfatada d'un pH 6.0 per ser plenament efectiva. Emprar aigua no és gens aconsellable en aquesta tinció. Els fixadors tissulars de preferència per aconseguir una tinció de bona qualitat són la solució de Bouin o el formol diluït (4-10%). Si els talls histològics estan fixats amb la solució de Zenker és imprescindible treure els cristalls de clorur de mercuri emprant iode i una efectuar una neteja de les preparacions amb tiosulfat sòdic. Altres factors que poden provocar incorreccions en la tinció amb PAS-D són: la inactivació del reactiu diastasa per caducitat o una baixa concentració d'aquest en el preparat, una temperatura inadequada de les solucions abans de la digestió i un període de digestió massa curt.
Una altra variant és la tinció de PAS-metenamina (anomenada també tinció de Jones), especialment útil per avaluar les membranes basals dels túbuls i glomèruls renals. Permet mesurar el gruix de la matriu mesangial i de la làmina basal glomerular en malalties com la diabetis o la nefropatia membranosa.
A banda de les seves aplicacions diagnòstiques en medicina, aquesta és una tinció molt emprada en fitotècnia i bromatologia. Els especialistes en viticultura la utilitzen per avaluar els efectes dels fil·loxèrids.

## Substàncies PAS +
• Polisacàrids simples: glucogen, cel·lulosa, etc.
• Mucopolisacàrids neutres: presents a les cèl·lules de Brunner del duodè, a l'epiteli gàstric i a les parets de determinats bacteris.
• Mucoproteïnes: mucines del tracte digestiu i del tracte respiratori, tiroglobulina, hormona TSH, gonadotrofines, cossos de Russell de les cèl·lules plasmàtiques i megacariòcits.
• Glucoproteïnes del sèrum, de les membranes basals o de les fibres de reticulina.
• Glucolípids: gangliòsids i cerebròsids. S'observen cúmuls PAS+ a molts tipus de teixits en persones que pateixen una malaltia per dipòsit lisosòmic. En el cas concret de la malaltia de Fabry, a més de la positivitat a la tinció els cúmuls són birefringents, sent destacable l'afectació de la microvasculatura renal, dels miocardiòcits i de les cèl·lules del sistema de conducció atrio-ventricular.
• Alguns pigments: certes lipofucsines i el pigment ceroide, característic del fetge. La presència de grànuls PAS+ intraneuronals es pròpia de les ceroidolipofuscinosis (un grup de malalties hereditàries autosòmico-recessives).

## Substàncies PAS -
Algunes substàncies, tot i que són carbohidrats no es tenyeixen amb la tinció.
• Mucopolisacàrids àcids: tenen bloquejats els enllaços 1 i 2 glicol per grups -SO3H (sulfònics) o -COOH (carboxi) i no poden ser oxidats per l'àcid periòdic. Alteracions relacionades amb aquests compostos són pròpies de la síndrome de Maroteaux-Lamy o de la síndrome de Hunter.